# Nexus (format de fichier)
 (juillet 2025).
La mise en forme du texte ne suit pas les recommandations de Wikipédia : il faut le « wikifier ».
Les points d'amélioration suivants sont les cas les plus fréquents :
- Les titres sont pré-formatés par le logiciel. Ils ne sont ni en capitales, ni en gras.
- Le texte ne doit pas être écrit en capitales (les noms de famille non plus), ni en gras, ni en italique, ni en « petit »…
- Le gras n'est utilisé que pour surligner le titre de l'article dans l'introduction, une seule fois.
- L'italique est rarement utilisé : mots en langue étrangère, titres d'œuvres, noms de bateaux, etc.
- Les citations ne sont pas en italique mais en corps de texte normal. Elles sont entourées par des guillemets français : « et ».
- Les listes à puces sont à éviter, des paragraphes rédigés étant largement préférés. Les tableaux sont à réserver à la présentation de données structurées (résultats, etc.).
- Les appels de note de bas de page (petits chiffres en exposant, introduits par l'outil «  Source ») sont à placer entre la fin de phrase et le point final[comme ça].
- Les liens internes (vers d'autres articles de Wikipédia) sont à choisir avec parcimonie. Créez des liens vers des articles approfondissant le sujet. Les termes génériques sans rapport avec le sujet sont à éviter, ainsi que les répétitions de liens vers un même terme.
- Les liens externes sont à placer uniquement dans une section « Liens externes », à la fin de l'article. Ces liens sont à choisir avec parcimonie suivant les règles définies. Si un lien sert de source à l'article, son insertion dans le texte est à faire par les notes de bas de page.
- La présentation des références doit suivre les conventions bibliographiques. Il est recommandé d'utiliser les modèles {{Ouvrage}}, {{Chapitre}}, {{Article}}, {{Lien web}} et/ou {{Bibliographie}}. Le mode d'édition visuel peut mettre en forme automatiquement les références.
- Insérer une infobox (cadre d'informations à droite) n'est pas obligatoire pour parachever la mise en page.

Pour une aide détaillée, merci de consulter Aide:Wikification.
Si vous pensez que ces points ont été résolus, vous pouvez retirer ce bandeau et améliorer la mise en forme d'un autre article.
Pour les articles homonymes, voir Nexus.
Le format de fichier extensible NEXUS est largement utilisé en bio-informatique. Ces fichiers stockent des informations concernant les taxons, les caractères morphologiques et moléculaires, les distances, les codes génétiques, les estimations, arbres, etc. Plusieurs programmes phylogénétiques populaires comme PAUP*, MrBayes, Mesquite, MacClade et SplitsTree utilisent ce format. C'est aussi le cas des analyses de délimitation par Poisson Tree Process (arbres produits selon des lois de Poisson).

## Syntaxe
Un fichier NEXUS est constitué d'un en-tête fixe #NEXUS suivi de multiples blocs. Chaque bloc commence par BEGIN block_name; et se finit par END;. Les mots-clés sont insensibles à la casse. Les commentaires sont mis entre crochets [...].
Il y a quelques noms de blocs prédéfinis pour les types de data les plus communs. Par exemple :
TAXA block
Le "TAXA block" contient des informations concernant les taxons.
DATA block
Le "DATA block" contient les matrices de data (ex: alignement de séquence).
TREES block
Le "TREES block" contient des arbres phylogénétiques décrits en utilisant le format Newick, e.g. ((A,B),C);:
Les exemples suivants utilisent les trois types de blocs ci-dessus :
```
#NEXUS
Begin TAXA;
  Dimensions ntax=4;
  TaxLabels SpaceDog SpaceCat SpaceOrc SpaceElf
End;

Begin data;
  Dimensions nchar=15;
  Format datatype=dna missing=? gap=- matchchar=.;
  Matrix
    
[ Quand une position est un "matchchar", ça veut dire qu'elle est similaire que la première entrée à la même position. ]

    SpaceDog   
atgctagctagctcg

    SpaceCat   
......??...-.a.

    SpaceOrc   ...t.......-.g. 
[ pareil que atgttagctag-tgg ]

    SpaceElf   ...t.......-.a.           
  ;
End;

BEGIN TREES;
  Tree tree1 = (((SpaceDog,SpaceCat),SpaceOrc,SpaceElf);
END;
```